# Emeryson
Emeryson foi uma equipe de Fórmula 1 britânica. Fundada em 1956, correu em 1961 e 1962. Teve como pilotos o alemão Wolfgang Seidel, o norte-americano Tony Settember, os belgas André Pilette, Lucien Bianchi e Olivier Gendebien e o britânico Paul Emery, que também foi o fundador da equipe.